# Heidi Weng
Heidi Weng (Enebakk, 20 luglio 1991) è una fondista norvegese, vincitrice tra l'altro di cinque medaglie d'oro iridate, di due Coppe del Mondo generali e di due Coppe del Mondo di specialità.

## Biografia
In Coppa del Mondo ha esordito l'11 marzo 2010 a Drammen (50ª), ha ottenuto il primo podio il 12 febbraio 2012 a Nové Město na Moravě (3ª) e la prima vittoria il 20 gennaio 2013 a La Clusaz. Ha debuttato ai Campionati mondiali a Val di Fiemme 2013, vincendo due medaglie.
Ha preso parte per la prima volta a un'edizione dei Giochi olimpici invernali, Soči 2014 (9ª nella 10 km, 19ª nella 30 km, 3ª nello skiathlon, 5ª nella staffetta); l'anno dopo ai Mondiali di Falun 2015 ha vinto la medaglia d'oro nella staffetta e si è classificata 22ª nella 10 km, 8ª nella 30 km e 7ª nello skiathlon. Ai successivi Mondiali di Lahti 2017 ha vinto la medaglia d'oro nella sprint a squadre e nella staffetta e quella d'argento nella 30 km e si è classificata 4ª nella 10 km, 7ª nella sprint e 5ª nello skiathlon; in quella stessa stagione 2016-2017 ha vinto sia la Coppa del Mondo generale, sia quella di distanza.
Ai XXIII Giochi olimpici invernali di Pyeongchang 2018 si è classificata 11ª nella 10 km, 8ª nella 30 km, 11ª nella sprint e 9ª nello skiathlon; in quella stessa stagione 2017-2018 ha nuovamente vinto sia la Coppa del Mondo generale, sia quella di distanza. L'anno successivo ai Mondiali di Seefeld in Tirol 2019 ha vinto la medaglia d'argento nella staffetta ed è stata 19ª nella 10 km e 7ª nello skiathlon, mentre a quelli di Oberstdorf 2021 ha vinto la medaglia d'oro nella staffetta, quella d'argento nella 30 km e si è classificata 15ª nella 10 km e 9ª nello skiathlon e a quelli di Trondheim 2025 ha vinto la medaglia d'argento nella 50 km e nella staffetta e si è piazzata 5ª nella 10 km e 5ª nello skiathlon.

## Palmarès

### Olimpiadi
- 1 medaglia:
  - 1 bronzo (skiathlon a Soči 2014)

### Mondiali
- 11 medaglie:
  - 5 ori (staffetta a Val di Fiemme 2013; staffetta a Falun 2015; sprint a squadre, staffetta a Lahti 2017; staffetta a Oberstdorf 2021)
  - 5 argenti (30 km a Lahti 2017; staffetta a Seefeld in Tirol 2019; 30 km a Oberstdorf 2021; 50 km, staffetta a Trondheim 2025)
  - 1 bronzo (skiathlon a Val di Fiemme 2013)

### Mondiali juniores
- 5 medaglie:
  - 3 ori (staffetta a Hinterzarten 2010; 10 km, staffetta a Otepää 2011)
  - 1 argento (10 km a Hinterzarten 2010)
  - 1 bronzo (5 km a Otepää 2011)

### Coppa del Mondo
- Vincitrice della Coppa del Mondo nel 2017 e nel 2018
- Vincitrice della Coppa del Mondo di distanza nel 2017 e nel 2018
- 80 podi (62 individuali, 18 a squadre):
  - 17 vittorie (5 individuali, 12 a squadre)
  - 28 secondi posti (25 individuali, 3 a squadre)
  - 35 terzi posti (32 individuali, 3 a squadre)

#### Coppa del Mondo - vittorie
| Data                            | Località                                      | Nazione                  | Specialità                                                                         |
| ------------------------------- | --------------------------------------------- | ------------------------ | ---------------------------------------------------------------------------------- |
| 20 gennaio 2013                 | La Clusaz                                     | Francia                  | 4x5 km (con Therese Johaug, Kristin Størmer Steira e Marit Bjørgen)                |
| 8 dicembre 2013                 | Lillehammer                                   | Norvegia                 | 4x5 km (con Therese Johaug, Kristin Størmer Steira e Marit Bjørgen)                |
| 6 dicembre 2015                 | Lillehammer                                   | Norvegia                 | 4x5 km (con Maiken Caspersen Falla, Ingvild Flugstad Østberg e Therese Johaug)     |
| 24 gennaio 2016                 | Nové Město na Moravě                          | Rep. Ceca                | 4x5 km (con Ingvild Flugstad Østberg, Therese Johaug e Astrid Uhrenholdt Jacobsen) |
| 2 dicembre 2016 4 dicembre 2016 | Lillehammer                                   | Norvegia                 | Nordic Opening                                                                     |
| 17 dicembre 2016                | La Clusaz                                     | Francia                  | 10 km TL MS                                                                        |
| 18 dicembre 2016                | La Clusaz                                     | Francia                  | 4x5 km (con Ingvild Flugstad Østberg, Marit Bjørgen e Ragnhild Haga)               |
| 31 dicembre 2016 8 gennaio 2017 | Val Müstair Oberstdorf Dobbiaco Val di Fiemme | Svizzera Germania Italia | Tour de Ski                                                                        |
| 22 gennaio 2017                 | Ulricehamn                                    | Svezia                   | 4x5 km (con Ingvild Flugstad Østberg, Astrid Uhrenholdt Jacobsen e Marit Bjørgen)  |
| 30 dicembre 2017 7 gennaio 2018 | Lenzerheide Oberstdorf Val di Fiemme          | Svizzera Germania Italia | Tour de Ski                                                                        |
| 9 dicembre 2018                 | Beitostølen                                   | Norvegia                 | 4x5 km (con Therese Johaug, Ragnhild Haga e Ingvild Flugstad Østberg)              |
| 27 gennaio 2019                 | Ulricehamn                                    | Svezia                   | 4x5 km (con Therese Johaug, Astrid Uhrenholdt Jacobsen e Ingvild Flugstad Østberg) |
| 8 dicembre 2019                 | Lillehammer                                   | Norvegia                 | 4x5 km (con Maiken Caspersen Falla, Astrid Uhrenholdt Jacobsen e Therese Johaug)   |
| 1º marzo 2020                   | Lahti                                         | Finlandia                | 4x5 km (con Tiril Udnes Weng, Ingvild Flugstad Østberg e Therese Johaug)           |
| 24 gennaio 2021                 | Lahti                                         | Finlandia                | 4x5 km (con Tiril Udnes Weng, Therese Johaug e Helene Marie Fossesholm)            |
| 14 marzo 2021                   | Engadina                                      | Svizzera                 | 30 km TL PU                                                                        |
| 5 febbraio 2023                 | Dobbiaco                                      | Italia                   | 4x7,5 km (con Anne Kjersti Kalvå, Ingvild Flugstad Østberg e Silje Theodorsen)     |

Legenda:

TL = tecnica libera

PU = inseguimento

MS = partenza in linea

#### Coppa del Mondo - competizioni intermedie
- Vincitrice del Tour de Ski nel 2017 e nel 2018
- Vincitrice del Nordic Opening nel 2017
- 58 podi di tappa:
  - 8 vittorie
  - 29 secondi posti
  - 21 terzi posti

##### Coppa del Mondo - vittorie di tappa
| Data            | Località      | Nazione  | Competizione    | Specialità  |
| --------------- | ------------- | -------- | --------------- | ----------- |
| 9 gennaio 2016  | Val di Fiemme | Italia   | Tour de Ski     | 10 km TC MS |
| 5 marzo 2016    | Québec        | Canada   | Ski Tour Canada | 10 km TL PU |
| 9 marzo 2016    | Canmore       | Canada   | Ski Tour Canada | 15 km ST    |
| 2 dicembre 2016 | Lillehammer   | Norvegia | Nordic Opening  | SP TC       |
| 8 gennaio 2017  | Val di Fiemme | Italia   | Tour de Ski     | 9 km TL PU  |
| 6 gennaio 2018  | Val di Fiemme | Italia   | Tour de Ski     | 10 km TC MS |
| 7 gennaio 2018  | Val di Fiemme | Italia   | Tour de Ski     | 9 km TL PU  |
| 4 gennaio 2021  | Val di Fiemme | Italia   | Tour de Ski     | 10 km TL MS |

Legenda:

TC = tecnica classica

TL = tecnica libera

SP = sprint

MS = partenza in linea

PU = inseguimento

ST = skiathlon